# 掘穴鸚鵡
，是鸚形目新世界鸚鵡科掘穴鸚鵡屬下的唯一一種現存鳥類。這種鳥類分佈在南美洲的南錐體地區，包含乌拉圭、智利及阿根廷。因其擁有廣大的分佈範圍，且數量減少的趨勢並不嚴重，目前物種狀態被劃為無危。
該物種由法國鳥類學家路易·皮埃尔·维埃约於1818年發表，模式產地位於阿根廷布宜諾斯艾利斯。1854年，法國鳥類學家夏尔·吕西安·波拿巴將其獨立為一屬掘穴鸚鵡屬，現為該屬唯一的現存鳥類。其屬名來自希臘語的（意即「深藍色」）及（意即「連鎖的、裝飾品」）。:127而種小名則源自西班牙軍官既博物學家費利克斯·德·阿薩拉予以取名的「Maracana Patagon」，因為這些鸚鵡會自巴塔哥尼亞地區遷徙而來。:294

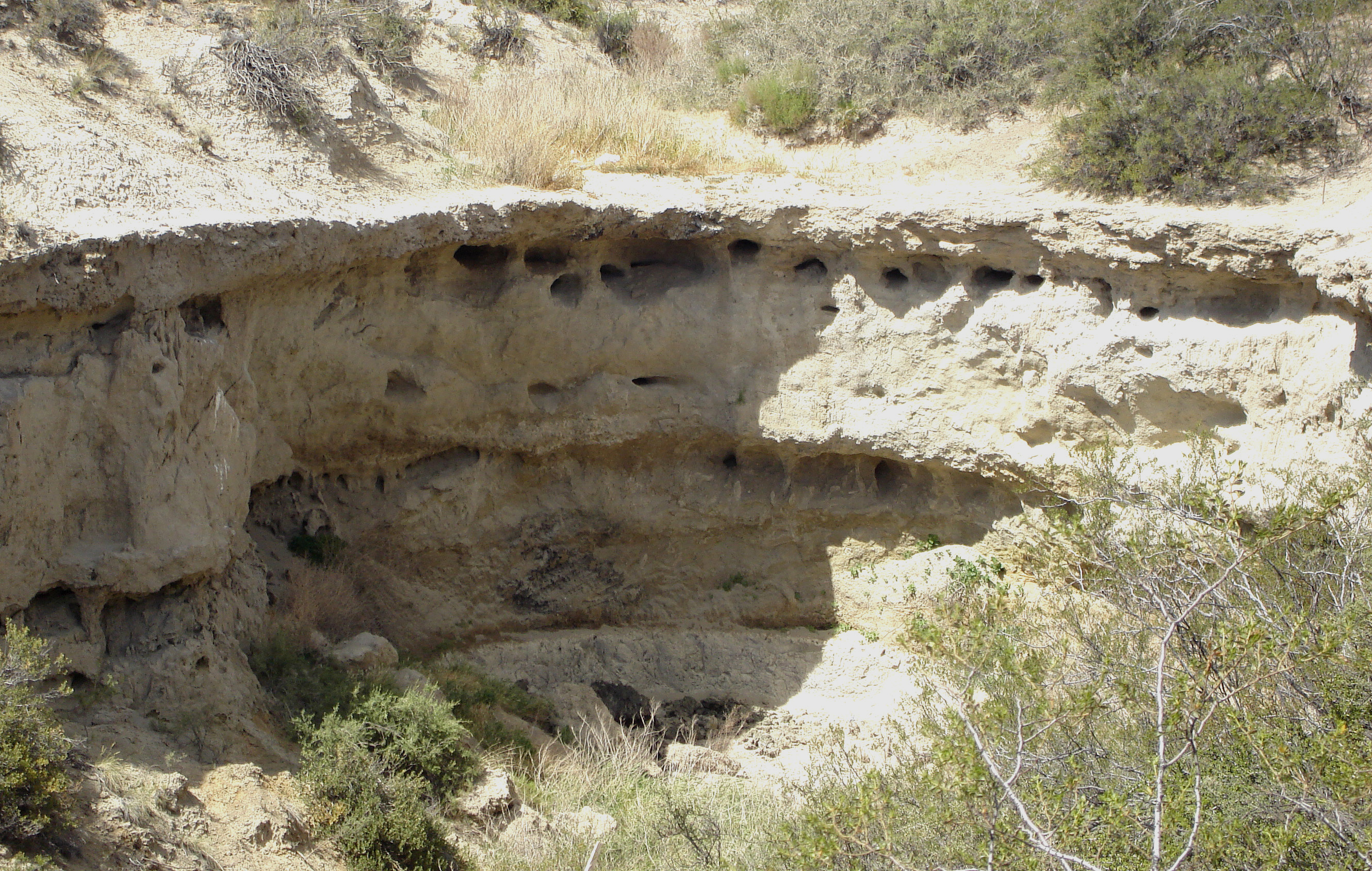
掘穴鸚鵡群挖掘的洞穴

其最明顯的特徵為眼周附近的白色區塊，腹部和大腿呈部分橙紅色，其餘大腿、下半背部和臀部呈黃色；翅膀羽毛主要為綠色、藍色。這種鳥類會在9—2月之間的雨季時期於石灰岩或砂岩質的懸崖所挖掘的洞穴中大批繁殖，這也是其稱掘穴鸚鵡的原因。
這種鳥類為植食性，以地面上的種子為主食，但也會食用莓果及水果。其體重平均約277.9公克，鳥喙寬平均約17.4公釐、深平均約36.3公釐、嘴峰長平均約31.1公釐；翼長平均約237.8公釐；跗蹠約21.1公釐；尾長約236.5公釐。
自1981年開始被列入《瀕危野生動植物種國際貿易公約》後，掘穴鸚鵡截至2005年止有12萬餘隻被交易至世界各地。且因其幾乎只能在相當大、密集的群體中成功繁殖，成為其未來族群的隱憂。

## 外部連結
- 维基共享资源上的相關多媒體資源：掘穴鸚鵡
- 維基物種上的相關：掘穴鸚鵡